# Maison forte de Barisey
Le château de Barisey est une maison forte érigée à la fin du XIIIe siècle, par Simonin de Barisey, bailli de Brixey et vassal de l'évêque de Toul.

## Description générale
D'après l'ouvrage de Sébastien Jeandemange, Châteaux et maisons fortes du Toulois : L'inventaire des sites fortifiés (2e partie), Revue Études Touloises no 109, Cercle d'études locales du Toulois, Toul, 2004
La maison forte a un plan trapézoïdal. Ses angles étaient flanqués de quatre tours, dont trois sont circulaires et une semi-circulaire (au nord).
Les courtines sud-ouest et sud-est mesuraient 70 mètres de long, celle du nord-ouest 75, et celle du nord-est un peu plus de 115.
Il ne reste aujourd'hui de cet ensemble que les tours est et ouest, ainsi que quelques portions de courtines et quelques bâtiments transformés en maisons de ferme.
La première, mesure 6 mètres de diamètre, un mètre d'épaisseur, et 8-9 mètres de haut. Elle comporte trois niveaux hors-sol, chacun percé d'une fenêtre.
La seconde, a à peu près le même diamètre et la même épaisseur, mais ne mesure plus que 4-5 mètres de haut et ne présente plus qu'un seul niveau, percé d'une fenêtre.
Le portail d'entrée, percé dans la courtine sud-ouest, permet l'accès à la cour du château par une porte cochère en plein cintre, sur laquelle était fixé le pont-levis, et flanquée d'une porte piétonne. Toutes deux sont surmontées de consoles de pierre, qui soutenaient jadis des mâchicoulis.

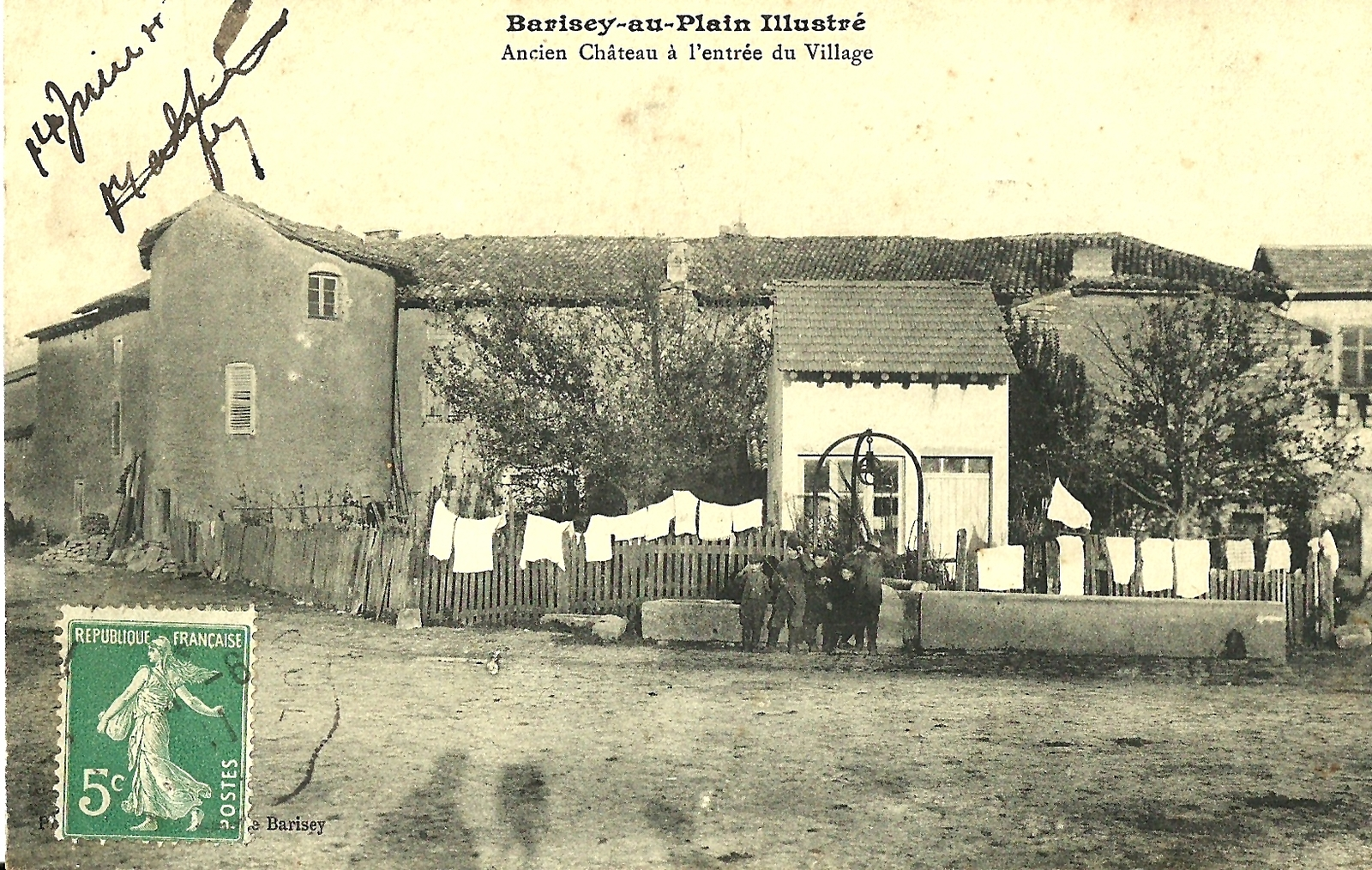
Vers 1911
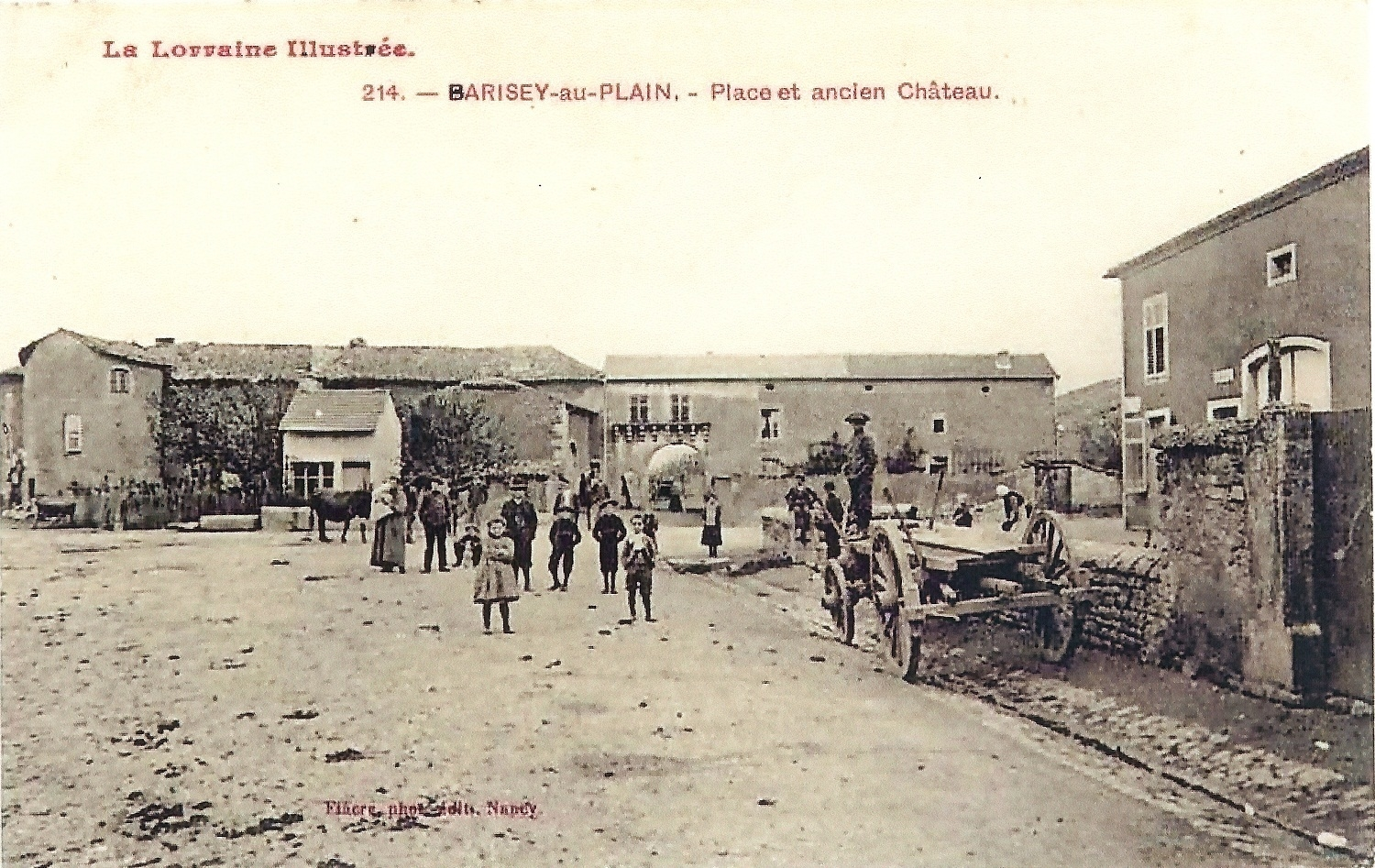
Vers 1900

.

## Propriétaires
- Famille de Barisey, seigneurs de Barisey-au-Plain, propriétaire du château durant tout le Moyen Âge.
- Famille des Armoises, seigneurs de Richardménil et de Barisey-au-Plain en partie; propriétaire du château en partie, aux XVIe siècle et XVIIe siècle.
- Famille de Silly, propriétaire du château au XVIIIe siècle[1].